# Regionální žurnalistika
Regionální žurnalistika (místní nebo lokální žurnalistika) je obor žurnalistiky zabývající se zpravodajstvím v menším územním celku (např. regionu, kraji nebo městě). Využívá různá média od periodického tisku až po televizní vysílání.

## Historie regionální žurnalistiky v ČR

### Vznik
Přesné datum vzniku regionální žurnalistiky nám není přesně známo. Ale už se vznikem samostatného Československa jejich počet výrazně vzrostl. V 80. letech 19. století byly například Lidové noviny periodikem, které mělo regionální charakter.

### Po 2. světové válce
Po druhé světové válce byla založena speciální komise nazvaná Rada pro věci tisku a papíru fungující pod Ministerstvem informací. Tato komise kvůli poválečnému nedostatku papíru povolila vydávání deníků kromě Prahy jen v Plzni, Liberci, Brně, Olomouci a Ostravě a taktéž schválila seznam povolených periodik. V té době byly regionální deníky spojovány s konkrétními politickými stranami.

### Po nástupu komunismu

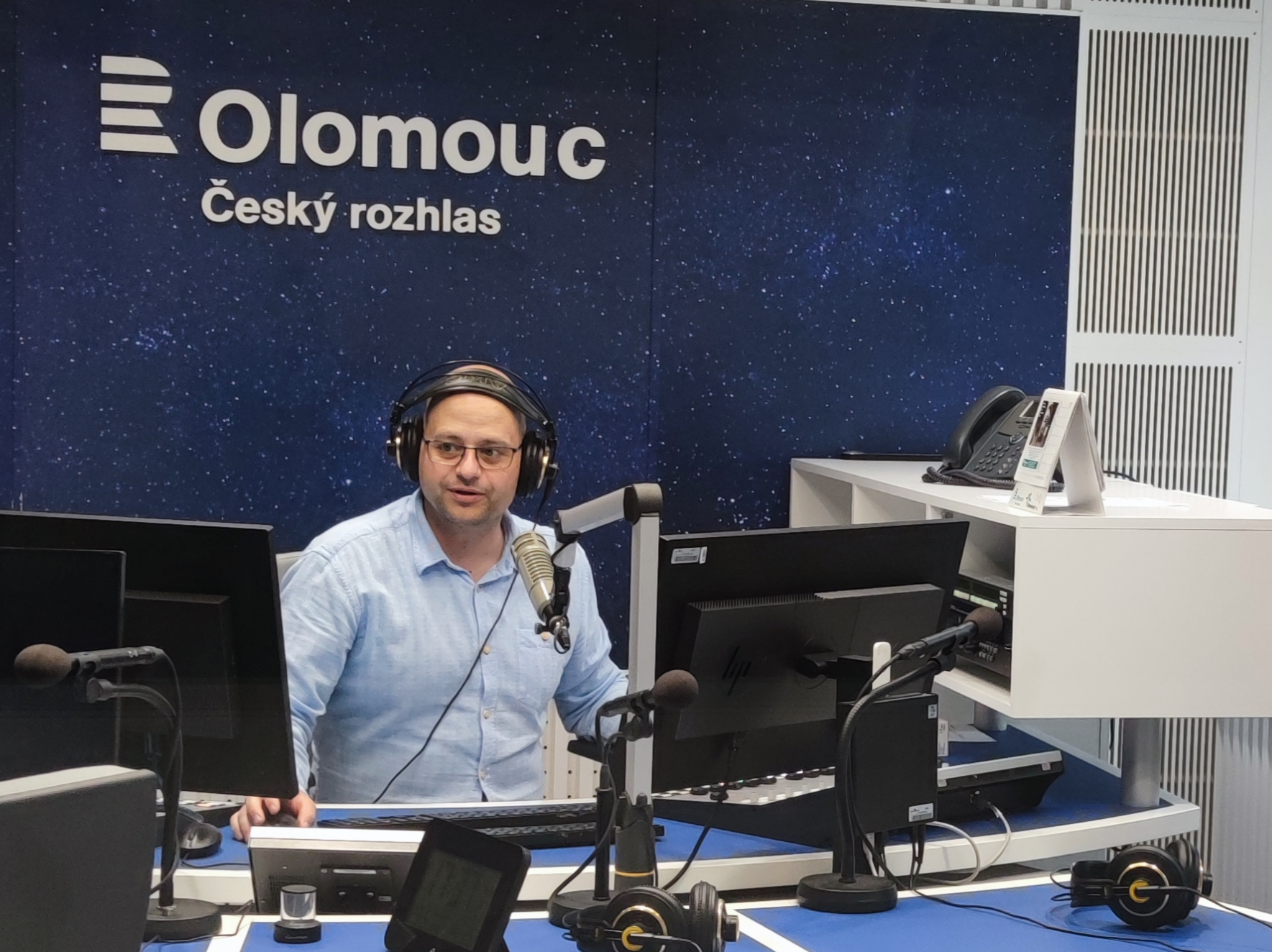
Regionální redakce Českého rozhlasu v Olomouci

Byla zrušena veškerá nekomunistická periodika i dovoz zahraničního tisku. Počet regionálních deníků se rapidně snížil. Úlohou regionálního tisku se stalo ukazování rozhodnutí KSČ v pozitivním světle a v rubrice „Život strany“ ukazovat dění ve straně. Po rozdělení země na kraje v roce 1949 působil v každém kraji jeden regionální deník. Před Sametovou revolucí vycházelo v Česku 10 krajských a 41 okresních periodik.

### Po sametové revoluci
Po roce 1989 se Český regionální tisk značně rozrostl. Díky novele tiskového zákona v roce 1990 se mohla vydavatelem stát jakákoliv fyzická nebo právnická osoba. Dříve státem vlastněné deníky přešly do krajských a okresních úřadů nebo je odkoupilo vydavatelství Rudé právo. Některé nově vzniklé deníky rovněž odkoupily zahraniční společnosti. Největšími hráči na trhu se staly vydavatelství Rheinisch-Bergische Verlagsgesellschaft a Vltava-Labe-Press.

## Regionální žurnalistika dnes
V posledních letech Česká regionální žurnalistika skomírá a z velké části je vlastněna většími společnostmi. Špatná situace regionální žurnalistiky v Česku je způsobena její nevýdělečností i nízkými platy v tomto oboru. Možným řešením by byl přechod regionální žurnalistiky do neziskového sektoru. Samostatnou kapitolou regionální žurnalistiky se staly radniční noviny. Jedno periodikum mívá více regionálních mutací. O pomoc regionální žurnalistice se zasadil Nadační fond nezávislé žurnalistiky. Regionální žurnalistiku podporuje svými studii Česká televize a svými regionálními stanicemi Český rozhlas.